# キネトプラスト

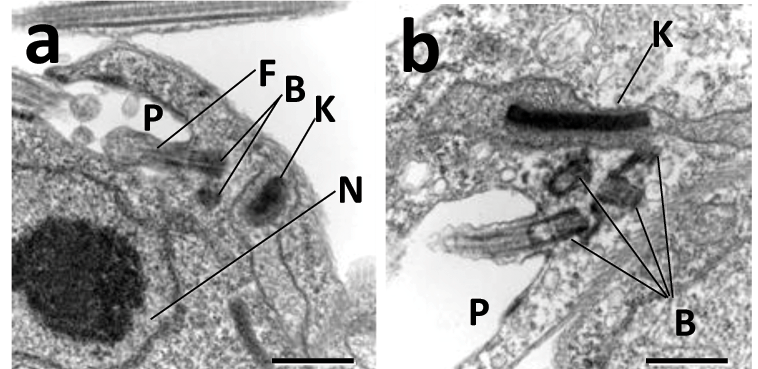

キネトプラストとは、多くのミトコンドリアDNAのコピーを含む、大きなミトコンドリアの円を描いたDNAの円盤状の形のことである。キネトプラストは、原生動物のキネトプラスト類にのみ存在する。キネトプラストは、通常鞭毛の基部に隣接していることから、細胞骨格によってきつく固定されているものとかんがえられる。
原生動物の鞭毛虫の一種であるトリパノソーマ科はミトコンドリア内にキネトプラストを持っている。寄生するアフリカ睡眠病の原因であるブルーストリパノソーマは、キネトプラストを持つトリパノソーマ科の例である。そのキネトプラストは、DAPIによって着色された標本で容易に見られる。